# دومنیکو آلگری
دومنیکو آلگری (انگلیسی: Domenico Allegri; ۱ ژانویهٔ ۱۵۸۵ – ۵ سپتامبر ۱۶۲۹) آهنگساز، آوازخوان مذهبی، و خواننده اهل ایالات پاپی بود.